# Icterus chrysater
Icterus chrysater е вид птица от семейство Трупиалови (Icteridae). Видът е незастрашен от изчезване.

## Разпространение
Разпространен е в Белиз, Колумбия, Салвадор, Гватемала, Хондурас, Мексико, Никарагуа, Панама и Венецуела.